# Antiguo Cuscatlán
Antiguo Cuscatlán – miasto w środkowym Salwadorze, w departamencie La Libertad. Położone w gęsto zaludnionym obszarze aglomeracji stołecznej San Salvador, pomiędzy stolicą kraju a miastem Santa Tecla (stolicą departamentu La Libertad, dawną stolicą kraju). Ludność: 33,7 tys. (2007).
W czasach prekolumbijskich miasto Cuzcatlán było stolicą państwa o tej samej nazwie (hiszp. Señorío de Cuzcatlán, pipil Tajtzinkayu Kuskatan), stworzonego przez lud Pipil. Według ich tekstów, zostało założone w 1054, a jego nazwa oznacza „miasto klejnot”. W 1524 miasto zostało zajęte przez hiszpańskich konkwistadorów pod wodzą Pedro de Alvarado. Stopniowo traciło na znaczeniu w stosunku do sąsiedniego San Salvador, które rozkwitło zwłaszcza od momentu uzyskania niepodległości przez Salwador.
W mieście rozwinął się przemysł spożywczy, włókienniczy, chemiczny i maszynowy.